# Washington County (Mississippi)
Washington County ist ein County im US-Bundesstaat Mississippi. Der Verwaltungssitz (County Seat) ist Greenville. Das U.S. Census Bureau hat bei der Volkszählung 2020 eine Einwohnerzahl von 44.922 ermittelt.

## Geographie
Das County liegt im Westen von Mississippi, grenzt an Arkansas, getrennt durch den Mississippi, der die natürliche Grenze bildet und hat eine Fläche von 1972 Quadratkilometern, wovon 97 Quadratkilometer Wasserfläche sind. Es grenzt an folgende Countys:
| Desha County (Arkansas)  | Bolivar County   | Sunflower County |
| Chicot County (Arkansas) | Kompass          | Humphreys County |
|                          | Issaquena County | Sharkey County   |

## Geschichte

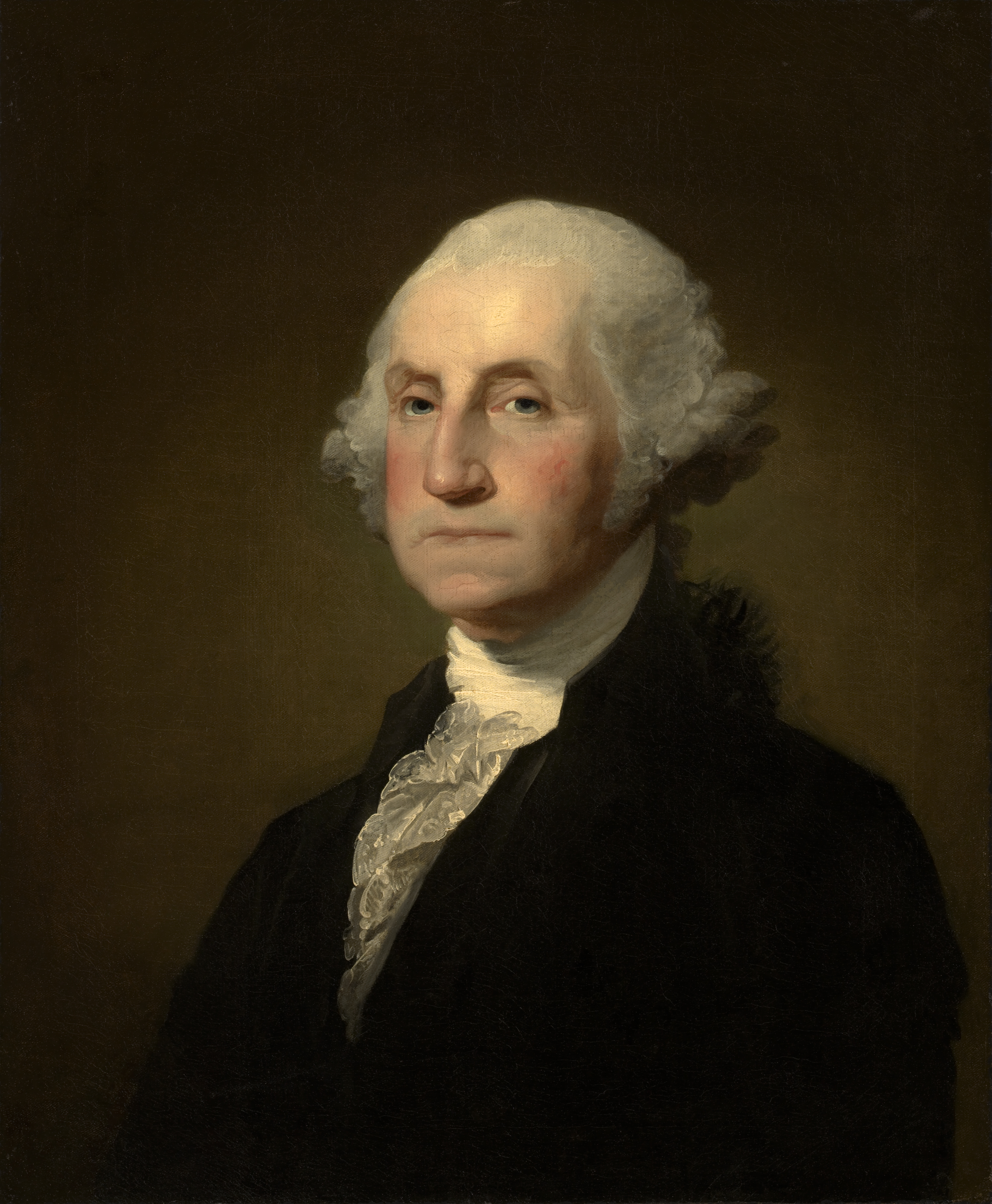
George Washington

Washington County wurde am 29. Januar 1827 aus Teilen des Warren County und des Yazoo County gebildet. Benannt wurde es nach George Washington (1732–1799), dem Oberbefehlshaber der Kontinentalarmee im Amerikanischen Unabhängigkeitskrieg (1775 bis 1783) und ersten Präsidenten der Vereinigten Staaten (1789–1797).

Ein Ort hat den Status einer National Historic Landmark, die archäologische Fundstätte Winterville Site. 24 Bauwerke und Stätten des Countys sind insgesamt im National Register of Historic Places eingetragen (Stand 3. Februar 2018).

## Demografische Daten

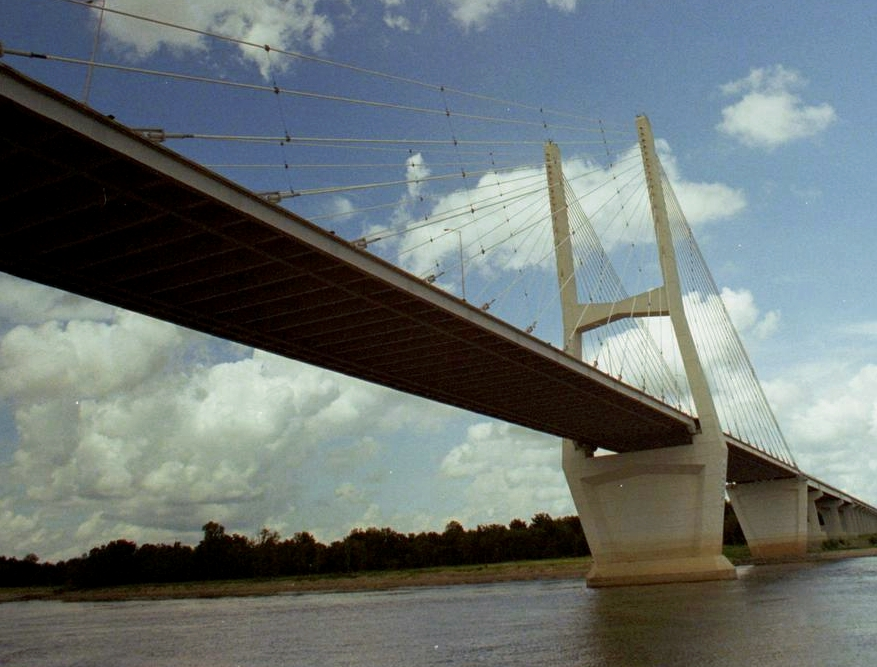
Die Greenville Bridge über den Mississippi River

Alterspyramide des Washington Countys (Stand: 2000)

Nach der Volkszählung im Jahr 2000 lebten im Washington County 62.977 Menschen in 22.158 Haushalten und 15.931 Familien. Die Bevölkerungsdichte betrug 34 Personen pro Quadratkilometer. Ethnisch betrachtet setzte sich die Bevölkerung zusammen aus 33,97 Prozent Weißen, 64,57 Prozent Afroamerikanern, 0,09 Prozent amerikanischen Ureinwohnern, 0,53 Prozent Asiaten, 0,02 Prozent Bewohnern aus dem pazifischen Inselraum und 0,25 Prozent aus anderen ethnischen Gruppen; 0,57 Prozent stammten von zwei oder mehr Ethnien ab. 0,84 Prozent der Bevölkerung waren spanischer oder lateinamerikanischer Abstammung, die verschiedenen der genannten Gruppen angehörten.
Von den 22.158 Haushalten hatten 36,3 Prozent Kinder unter 18 Jahren, die mit ihnen lebten. 40,6 Prozent waren verheiratete, zusammenlebende Paare, 26,0 Prozent waren allein erziehende Mütter und 28,1 Prozent waren keine Familien. 24,6 Prozent aller Haushalte waren Singlehaushalte und in 10,0 Prozent lebten Menschen im Alter von 65 Jahren oder darüber. Die durchschnittliche Haushaltsgröße lag bei 2,80 und die durchschnittliche Familiengröße bei 3,35 Personen.
31,5 Prozent der Bevölkerung war unter 18 Jahre alt, 10,1 Prozent zwischen 18 und 24, 26,5 Prozent zwischen 25 und 44, 20,5 Prozent zwischen 45 und 64 Jahre alt und 11,5 Prozent waren 65 Jahre oder älter. Das Durchschnittsalter betrug 32 Jahre. Auf 100 weibliche kamen statistisch 87,7 männliche Personen und auf 100 Frauen im Alter von 18 Jahren oder darüber kamen 80,3 Männer.

Das durchschnittliche Einkommen eines Haushaltes betrug 25.757 USD, das einer Familie 30.324 USD. Männer hatten ein durchschnittliches Einkommen von 28.266 USD, Frauen 20.223 USD. Das Prokopfeinkommen lag bei 13.430 USD. Etwa 24,9 Prozent der Familien und 29,2 Prozent der Bevölkerung lebten unterhalb der Armutsgrenze.

## Städte und Gemeinden
| - Arcola - Greenville - Hollandale | - Leland - Metcalfe |